# OCA-DLR小惑星サーベイ
OCA-DLR小惑星サーベイ（OCA-DLR Asteroid Survey ：ODAS）は、フランスのコートダジュール天文台（Observatoire de la Cote d'Azur：OCA）とドイツのドイツ航空宇宙センター（Deutschen Zentrum fur Luft- und Raumfahrt：DLR）が共同で行った小惑星探査である。1996年に開始され、1999年まで行われた。国際天文学連合の国際的な地球近傍天体の探査計画の一環として行われた。
調査は毎月、月の明るさが暗い15日間に行われた。ニース天文台の90cmシュミット式望遠鏡にCCDカメラを装着し、自動プログラムで小惑星の探査が行われた。708個の小惑星と1つの新しい彗星がこの探査で発見された。発見された小惑星のうち5個が地球近傍天体であり、8個が火星横断小惑星であった。1999年からはUDAS（Uppsala Astronomical Observatory und DLR für Deutsches Zentrum für Luft- und Raumfahrt)やアジアーゴDLR小惑星サーベイに引き継がれた。